# 大黒笑けいけい
大黒笑 けいけい（だいこくしょう けいけい、1984年4月10日 - ）は、吉本新喜劇に所属する日本の舞台芸人である。旧芸名は大黒 ケイイチ（だいこく けいいち）。
和歌山県紀の川市（旧：那賀郡桃山町）出身。吉本興業所属。

## 来歴・人物
- 小学生の頃にお笑いに興味を持ち、高校を卒業してすぐにNSCに入りたかったが、親から1回大学に行ってみてくれと言われて、大阪産業大学に入学するもおよそ3カ月で退学した。
- NSC大阪校27期。2015年金の卵8個目。
- 増毛に100万円かけたが半年かかって失敗している。
- 趣味はプロレス観戦。特に獣神サンダーライガーと武藤敬司のファンである。
- 好きな食べ物は鉄火巻き、嫌いな食べ物はオクラ。
- 2024年に一般女性と結婚したが、結婚式では、当初の予算をかなり超過したもよう。
- よしもと新喜劇NEXT〜小籔千豊には怒られたくない〜の企画内で占い師に改名を提案され、2022年1月20日に大黒ケイイチから大黒笑けいけいに改名した。

## ギャグ
- おしりかじり虫に似ていることをネタにいじられる。

## 出演番組
- よしもと新喜劇（毎日放送）